# ブルックス・パウンダーズ
ブルックス・ケイシー・パウンダーズ（Brooks Casey Pounders, 1990年9月26日 - ）は、アメリカ合衆国カリフォルニア州リバーサイド郡リバーサイド出身の元プロ野球選手（投手）。右投右打。

## 経歴

### プロ入りとパイレーツ傘下時代
2009年のMLBドラフト2巡目（全体53位）でピッツバーグ・パイレーツから指名され、プロ入り。契約後、傘下のルーキー級ガルフ・コーストリーグ・パイレーツでプロデビュー。9試合（先発4試合）に登板して2勝2敗、防御率3.04、20奪三振を記録した。
2010年はA-級ステート・カレッジ・スパイクスでプレーし、19試合（先発4試合）に登板して3勝3敗1セーブ、防御率4.46、29奪三振を記録した。
2011年はA級ウェストバージニア・パワーでプレーし、36試合（先発1試合）に登板して5勝5敗3セーブ、防御率3.68、72奪三振を記録した。

### ロイヤルズ時代
2011年12月8日にヤマイコ・ナバーロとのトレードで、ディエゴ・ゴリスと共にカンザスシティ・ロイヤルズへ移籍した。
2012年は傘下のA級ケーンカウンティ・クーガーズとA+級ウィルミントン・ブルーロックスでプレーし、2球団合計で28試合（先発23試合）に登板して9勝6敗、防御率3.96、132奪三振を記録した。
2013年はAA級ノースウエストアーカンソー・ナチュラルズでプレーし、27試合（先発19試合）に登板して5勝7敗1セーブ、防御率4.50、100奪三振を記録した。
2014年はパイオニアリーグのルーキー級アイダホフォールズ・チュカーズとA+級ウィルミントンでプレーし、2球団合計で9試合（先発8試合）に登板して0勝2敗、防御率4.40、37奪三振を記録した。
2015年はルーキー級アリゾナリーグ・ロイヤルズ、ルーキー級アイダホフォールズ、A+級ウィルミントン、AA級ノースウエストアーカンソーでプレーし、4球団合計で15試合に先発登板して3勝5敗、防御率3.42、51奪三振を記録した。オフにはアリゾナ・フォールリーグに参加し、サプライズ・サグアロスに所属した。さらに11月には第1回WBSCプレミア12にアメリカ合衆国代表で出場した。
2016年は開幕からAAA級オマハ・ストームチェイサーズでプレーし、6月18日にメジャー契約を結んでアクティブ・ロースター入りした。同日のトロント・ブルージェイズ戦でメジャーデビュー。この年メジャーでは13試合に登板して2勝1敗、防御率9.24、13奪三振を記録した。

### エンゼルス時代
2016年12月1日にジャレッド・ラクサーとのトレードで、ロサンゼルス・エンゼルスへ移籍した。
2017年9月8日にDFAとなり、15日にマイナー契約でAAA級ソルトレイク・ビーズへ配属された。オフの11月6日にFAとなった。

### ロッキーズ時代
2017年12月5日にコロラド・ロッキーズとマイナー契約を結び、2018年のスプリングトレーニングに招待選手として参加することになった。
2018年は開幕から傘下のAAA級アルバカーキ・アイソトープスでプレーし、4月24日にメジャー契約を結んでアクティブ・ロースター入りした。7月15日にマイナー契約でAAA級アルバカーキへ配属された。レギュラーシーズン終了後の10月9日にFAとなった。

### インディアンス傘下時代
2018年12月22日にクリーブランド・インディアンスとマイナー契約を結び、2019年のスプリングトレーニングに招待選手として参加することになった。
2019年は開幕から傘下のAAA級コロンバス・クリッパーズでプレーした。

### メッツ時代
2019年6月15日に金銭トレードでニューヨーク・メッツへ移籍し、即日でアクティブ・ロースター入りした。8月20日にDFAとなり、24日にマイナー契約で傘下のAAA級シラキュース・メッツへ配属された。9月30日にFAとなった。

### レイズ傘下時代
2020年2月15日にタンパベイ・レイズとマイナー契約を結び、スプリングトレーニングに招待選手として参加することになった。この年はマイナーリーグが開催されなかったため、公式戦に登板することなく、5月27日に自由契約となった。

### マリナーズ傘下時代
2021年5月7日にシアトル・マリナーズとマイナー契約を結んだ。AAA級タコマ・レイニアーズに配属されたが、3試合の登板にとどまり、9月20日に自由契約となった。この年限りで現役を引退した。

## 詳細情報

### 年度別投手成績
| 年 度    | 球 団    | 登 板 | 先 発 | 完 投 | 完 封 | 無 四 球 | 勝 利 | 敗 戦 | セ 丨 ブ | ホ 丨 ル ド | 勝 率 | 打 者 | 投 球 回 | 被 安 打 | 被 本 塁 打 | 与 四 球 | 敬 遠 | 与 死 球 | 奪 三 振 | 暴 投 | ボ 丨 ク | 失 点 | 自 責 点 | 防 御 率 | W H I P |
| -------- | -------- | ----- | ----- | ----- | ----- | -------- | ----- | ----- | -------- | ----------- | ----- | ----- | -------- | -------- | ----------- | -------- | ----- | -------- | -------- | ----- | -------- | ----- | -------- | -------- | ------- |
| 2016     | KC       | 13    | 0     | 0     | 0     | 0        | 2     | 1     | 0        | 1           | .667  | 58    | 12.2     | 19       | 6           | 3        | 0     | 0        | 13       | 0     | 1        | 13    | 13       | 9.24     | 1.74    |
| 2017     | LAA      | 11    | 0     | 0     | 0     | 0        | 1     | 0     | 0        | 0           | 1.000 | 54    | 10.1     | 17       | 4           | 5        | 1     | 1        | 12       | 0     | 1        | 12    | 12       | 10.45    | 2.13    |
| 2018     | COL      | 14    | 0     | 0     | 0     | 0        | 0     | 1     | 0        | 0           | .000  | 72    | 15.1     | 25       | 3           | 2        | 0     | 2        | 17       | 1     | 0        | 13    | 13       | 7.63     | 1.76    |
| 2019     | NYM      | 7     | 0     | 0     | 0     | 0        | 1     | 0     | 0        | 0           | 1.000 | 34    | 7.1      | 9        | 1           | 2        | 0     | 1        | 5        | 1     | 0        | 5     | 5        | 6.14     | 1.50    |
| MLB：4年 | MLB：4年 | 45    | 0     | 0     | 0     | 0        | 4     | 2     | 0        | 1           | .667  | 218   | 45.2     | 70       | 14          | 12       | 1     | 4        | 47       | 2     | 2        | 43    | 43       | 8.47     | 1.80    |

### 背番号
- 62（2016年 - 2017年途中）
- 44（2017年途中 - 同年終了）
- 50（2018年）
- 46（2019年）

### 代表歴
- 2015 WBSCプレミア12 アメリカ合衆国代表
- 2019 WBSCプレミア12 アメリカ合衆国代表